# Francisco de Assis Dantas de Lucena
Francisco de Assis Dantas de Lucena (ur. 19 października 1963 w Jardim do Seridó) – brazylijski duchowny katolicki, biskup Nazaré od 2016.

## Życiorys
21 lipca 1991 otrzymał święcenia kapłańskie i został inkardynowany do diecezji Caicó. Był m.in. ekonomem diecezjalnym, kanclerzem kurii, przewodniczącym departamentu kurialnego ds. dzieł społecznych, rektorem seminarium diecezjalnego oraz prowikariuszem generalnym.
28 maja 2008 papież Benedykt XVI mianował go biskupem diecezji Guarabira. Sakry biskupiej udzielił mu 31 sierpnia 2008 emerytowany arcybiskup Natal - Heitor de Araújo Sales.
13 lipca 2016 papież Franciszek mianował go biskupem ordynariuszem diecezji Nazaré.